# Nueva Zelanda 5 - 0 Arabia Saudita
El partido disputado entre las selecciones de Nueva Zelanda y Arabia Saudita en Riad, Arabia Saudita el 19 de diciembre de 1981 fue el último partido de la ronda final de la Clasificación de AFC y OFC para la Copa Mundial de Fútbol de 1982. Los All Whites necesitaban una victoria por una diferencia de 5 goles para obligar a un desempate con China para definir la segunda plaza que se disputaban asiáticos y oceánicos para el Mundial de España 1982. Finalmente, los neozelandeses vencieron 5-0 a los Hijos del Desierto, obligando a jugar un desempate con la selección china en Singapur, que luego ganaría Nueva Zelanda clasificándose por primera vez a una Copa del Mundo.
El partido también es llamado milagro kiwi en Riad (en inglés: Kiwi miracle in Riyadh).

## Contexto
La edición de España 1982 fue la última en la que la AFC y la OFC compartieron eliminatorias. Los 20 países participantes se dividieron en cuatro grupos, dos de cinco, uno de seis y otro de cuatro. De cada grupo solamente el primero avanzaba a la ronda final, la que constaba de un cuadrangular en la que sus cuatro participantes, que finalmente fueron Nueva Zelanda, Arabia Saudita, Kuwait y China, se enfrentaban ida y vuelta. Los dos primeros clasificarían a la Copa Mundial.

### Primera ronda

#### Nueva Zelanda
Nueva Zelanda fue sorteada en el Grupo 1, también llamado grupo oceánico, ya que lo componían Australia, China Taipéi, Fiyi, Indonesia y los All Whites. Los Kiwis sorprendieron al mundo futbolístico alcanzando el primer lugar con 14 unidades con victorias importantes como un 2-0 a los Socceroos y un 13-0 ante Fiyi, mientras que detrás quedó Australia con 10 puntos.
| Equipo        | Pts | PJ | PG | PE | PP | GF | GC | Dif |
| ------------- | --- | -- | -- | -- | -- | -- | -- | --- |
| Nueva Zelanda | 14  | 8  | 6  | 2  | 0  | 31 | 3  | 28  |
| Australia     | 10  | 8  | 4  | 2  | 2  | 22 | 9  | 13  |
| Indonesia     | 6   | 8  | 2  | 2  | 4  | 5  | 14 | -9  |
| China Taipéi  | 5   | 8  | 1  | 3  | 4  | 5  | 8  | -3  |
| Fiyi          | 5   | 8  | 1  | 3  | 4  | 6  | 35 | -29 |

#### Arabia Saudita
Los Hijos del Desierto habían ganado todos los partidos del Grupo 2 con victorias ajustadas, ya que habían convertido solamente 5 goles en 4 partidos.
| Equipo         | Pts | PJ | PG | PE | PP | GF | GC | Dif |
| -------------- | --- | -- | -- | -- | -- | -- | -- | --- |
| Arabia Saudita | 8   | 4  | 4  | 0  | 0  | 5  | 0  | 5   |
| Irak           | 6   | 4  | 3  | 0  | 1  | 5  | 2  | 3   |
| Catar          | 4   | 4  | 2  | 0  | 2  | 5  | 3  | 2   |
| Baréin         | 2   | 4  | 1  | 0  | 3  | 1  | 6  | -5  |
| Siria          | 0   | 4  | 0  | 0  | 4  | 2  | 7  | -5  |

### Ronda final

#### Nueva Zelanda
En la segunda fase los Kiwis habían alcanzado una victoria, tres empates y una derrota. Vencieron a China 1-0, pero los demás partidos habían terminado en empates o derrotas, relegando al tercer puesto a Nueva Zelanda, a dos puntos de la selección china (en esa época se daban dos puntos por victoria) y última clasificada provisoriamente al Mundial.

#### Arabia Saudita
A Arabia no le fue nada bien en la ronda final. Llevaba cuatro encuentros perdidos y tan solo uno empatado, justamente un 2-2 frente a Nueva Zelanda. Ocupaba la última posición y ya no tenía chances de clasificarse.

#### Posiciones previas al partido
Kuwait ya estaba clasificada a la Copa del Mundo luego de una gran campaña consiguiendo 4 victorias, un empate y tan solo una derrota, mientras que China se encontraba en posición de clasificación, pero no lo estaba ya que restaba jugarse el encuentro entre Arabia Saudita y Nueva Zelanda. En esa época se daban 2 puntos por victoria y no se contaban la cantidad de goles a favor si la diferencia de gol entre dos o más equipos era idéntica, por lo tanto los All Whites debían ganar por 5 goles para obligar un desempate y por 6 o más para clasificar directamente.
| Equipo         | Pts | PJ | PG | PE | PP | GF | GC | Dif |
| -------------- | --- | -- | -- | -- | -- | -- | -- | --- |
| Kuwait         | 9   | 6  | 4  | 1  | 1  | 8  | 6  | 2   |
| China          | 7   | 6  | 3  | 1  | 2  | 9  | 4  | 5   |
| Nueva Zelanda  | 5   | 5  | 1  | 3  | 1  | 6  | 6  | 0   |
| Arabia Saudita | 1   | 5  | 0  | 1  | 4  | 4  | 11 | -7  |

## El partido
John Adshead, entrenador de Nueva Zelanda, les dijo a sus jugadores que jugaran con dignidad, y que así podrían volver a su país con la cabeza alta.
En el seleccionado saudí, el defensor capitán Salih al Na'eema estaba sancionado y el arquero Salim Marwam no tenía ritmo de juego. 
Ya en el minuto 16 el elenco neozelandés consiguió un gol, convertido por Wynton Rufer. Un minuto más tarde llegó el segundo, a manos de Brian Turner. Sobre el final del primer tiempo, a los 38, Rufer volvió a marcar y unos minutos después Steve Wooddin puso el cuarto. 
En los últimos momentos de la primera etapa, Nueva Zelanda tuvo un penal a su favor. Turner tomó la decisión de ejecutarlo, pero se encontraba muy nervioso, a tal punto que estaba temblando, por lo que el árbitro del juego, el neerlandés Charles Corver, le tuvo que pedir que se calmase. Aun así, Brian pateó el penal sin problemas y puso a los Kiwis 5-0 sobre un Arabia desconcertado.
En el entretiempo, los neozelandeses tomaron conciencia de que con un gol más clasificarían a la Copa del Mundo. Sin embargo, esto pareció afectar el desempeño de los All Whites, que fallaron una cantidad increíble de goles y que, ante un contragolpe árabe que casi termina con un gol para los Hijos del Desierto, decidieron retroceder y aguantar el resultado. 
El césped artificial que cubría el campo de juego comenzó a hacer efecto y muchos jugadores terminaron con ampollas o hemorragias en los pies. Finalmente el partido finalizó 5-0 a favor de los neozelandeses, resultado que los obligaba a jugar un partido con China para definir un cupo del Mundial 1982.

### Ficha del partido
| 21    | Guardameta     | Salim Marwam           |  |
| 2     | Defensa        | Abdullah al Harby      |  |
| 4     | Defensa        | Hussain al Beeshi      |  |
| 6     | Defensa        | Hamid Sobhi            |  |
| 15    | Defensa        | Mohammad Abdul-Jawad   |  |
| 5     | Centrocampista | Othman Marzouq Fairooz |  |
| 11    | Centrocampista | Fahad Musaibeeh        |  |
| 14    | Centrocampista | Yusuf Khamees          |  |
| 19    | Centrocampista | Salih al Dosary        |  |
| 7     | Delantero      | Majid Abdulla          |  |
| 9     | Delantero      | Abdullah Ahed Faraj    |  |
| D. T. | D. T.          | Mário Zagallo          |  |

| 1     | Guardameta     | Richard Wilson |  |
| 2     | Defensa        | Glenn Dods     |  |
| 4     | Defensa        | Ricki Herbert  |  |
| 6     | Defensa        | Adrian Elrick  |  |
| 3     | Defensa        | Allan Boath    |  |
| 8     | Centrocampista | Robert Almond  |  |
| 11    | Centrocampista | Duncan Cole    |  |
| 20    | Centrocampista | Steve Sumner   |  |
| 7     | Delantero      | Brian Turner   |  |
| 15    | Delantero      | Steve Wooddin  |  |
| 18    | Delantero      | Wynton Rufer   |  |
| D. T. | D. T.          | John Adshead   |  |

| 19 | Defensa        | Keith Mackay   | Entró |
| 15 | Centrocampista | Sam Malcolmson | Entró |

| Anotado | 16' | Wynton Rufer  | 0-1 |
| Anotado | 17' | Brian Turner  | 0-2 |
| Anotado | 38' | Wynton Rufer  | 0-3 |
| Anotado | 39' | Steve Wooddin | 0-4 |
| Anotado | 44' | Brian Turner  | 0-5 |

| Árbitro | Charles Corver |

| 21    | Guardameta     | Salim Marwam           |  |
| 2     | Defensa        | Abdullah al Harby      |  |
| 4     | Defensa        | Hussain al Beeshi      |  |
| 6     | Defensa        | Hamid Sobhi            |  |
| 15    | Defensa        | Mohammad Abdul-Jawad   |  |
| 5     | Centrocampista | Othman Marzouq Fairooz |  |
| 11    | Centrocampista | Fahad Musaibeeh        |  |
| 14    | Centrocampista | Yusuf Khamees          |  |
| 19    | Centrocampista | Salih al Dosary        |  |
| 7     | Delantero      | Majid Abdulla          |  |
| 9     | Delantero      | Abdullah Ahed Faraj    |  |
| D. T. | D. T.          | Mário Zagallo          |  |

| 1     | Guardameta     | Richard Wilson |  |
| 2     | Defensa        | Glenn Dods     |  |
| 4     | Defensa        | Ricki Herbert  |  |
| 6     | Defensa        | Adrian Elrick  |  |
| 3     | Defensa        | Allan Boath    |  |
| 8     | Centrocampista | Robert Almond  |  |
| 11    | Centrocampista | Duncan Cole    |  |
| 20    | Centrocampista | Steve Sumner   |  |
| 7     | Delantero      | Brian Turner   |  |
| 15    | Delantero      | Steve Wooddin  |  |
| 18    | Delantero      | Wynton Rufer   |  |
| D. T. | D. T.          | John Adshead   |  |

| 19 | Defensa        | Keith Mackay   | Entró |
| 15 | Centrocampista | Sam Malcolmson | Entró |

| Anotado | 16' | Wynton Rufer  | 0-1 |
| Anotado | 17' | Brian Turner  | 0-2 |
| Anotado | 38' | Wynton Rufer  | 0-3 |
| Anotado | 39' | Steve Wooddin | 0-4 |
| Anotado | 44' | Brian Turner  | 0-5 |

| Árbitro | Charles Corver |

## Repercusiones
Finalmente, Nueva Zelanda alcanzó el puntaje y la diferencia de gol de China, mientras que Arabia Saudita quedó última sin haber ganado en una sola presentación.
| Equipo         | Pts | PJ | PG | PE | PP | GF | GC | Dif |
| -------------- | --- | -- | -- | -- | -- | -- | -- | --- |
| Kuwait         | 9   | 6  | 4  | 1  | 1  | 8  | 6  | 2   |
| Nueva Zelanda  | 7   | 6  | 2  | 3  | 1  | 11 | 6  | 5   |
| China          | 7   | 6  | 3  | 1  | 2  | 9  | 4  | 5   |
| Arabia Saudita | 1   | 6  | 0  | 1  | 5  | 4  | 16 | -12 |

Como en esa época no se contabilizaban los goles a favor en caso de estar igualada la diferencia de gol de dos o más equipos, se recurrió a un partido desempate entre los seleccionados neozelandés y chino que se jugó en Singapur el 27 de diciembre de 1981, ocho días después de la histórica goleada de los All Whites. Allí Nueva Zelanda logró por primera vez clasificar a una Copa del Mundo ganando por 2 tantos contra 1 y posponiendo el sueño mundialista de China que finalmente lograría en Corea-Japón 2002.
| 10 de enero de 1982 | Nueva Zelanda           | 2:1 | China               |                                                                           |                                                                           |
|                     | Wooddin 24' · Rufer 47' |     | Huang Xiangdong 75' | Asistencia: 60.000 espectadores Árbitro(s): Romualdo Arppi Filho (Brasil) | Asistencia: 60.000 espectadores Árbitro(s): Romualdo Arppi Filho (Brasil) |

### Clasificados a laCopa Mundial de Fútbol de 1982
| Bandera de Kuwait | Bandera de Nueva Zelanda |
| Kuwait            | Nueva Zelanda            |